# PNC Plaza
Le PNC Plaza est un gratte-ciel situé dans le Downtown Louisville, quartier d'affaires de la ville de Louisville, dans l'État du Kentucky, États-Unis. Il est localisé au 500 West Jefferson Street.
L'architecte est Welton Becket.
Ce gratte-ciel a été construit en 1971 et il appartient à la PNC Financial Services.